# Degerö, Föglö
Degerö är en kommundel och ö i Föglö kommun på Åland. Den omfattar byarna Degerby, som är kommunens centralort, samt Granboda och Stentorpa.
Degerö är förbunden med kommundelarna Sonbodalandet via en bro över Degerösundet och Västersocken med en bro över Gollansströmmen. Från Degerby finns också färjförbindelse med Lumparland på fasta Åland (Föglölinjen).
Öns areal är 14,05 kvadratkilometer och största längd  7,4 kilometer i sydväst-nordöstlig riktning. Högsta punkten över havet är 22 meter.
Namnet Degerö är en sammansättning av orden deger (diger), som betyder ’stor’, och ordet ö. Namnet härrör från medeltiden, då Degerö var den största ön i den ögrupp som Föglö utgör. Numera har landhöjningen gjort att ön Östersocknen är större.